# Miss Helvetia

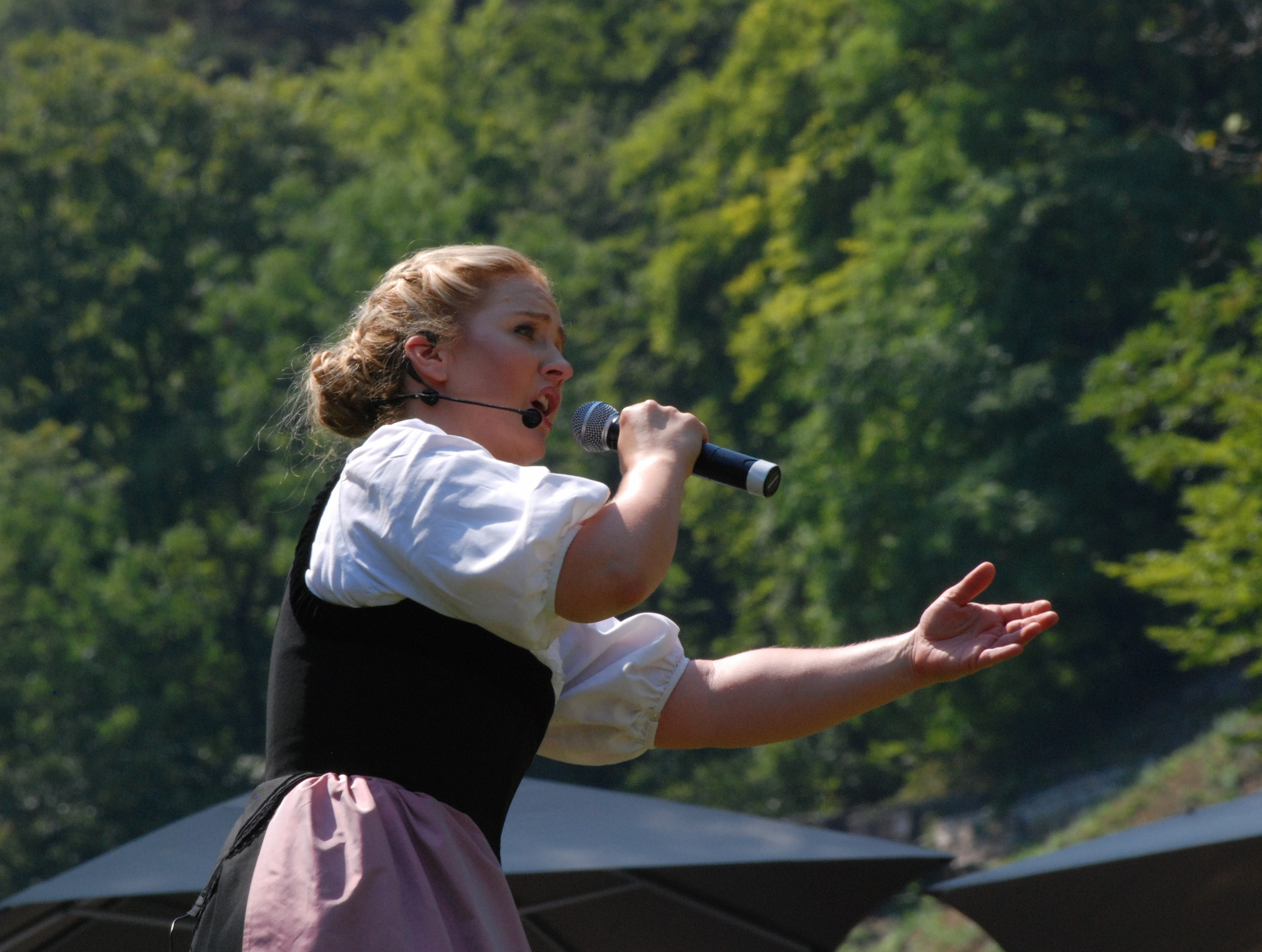
Barbara Klossner am 1. August 2018 auf dem Rütli

Miss Helvetia, bürgerlich Barbara Klossner (* 1979 oder 1980 in Diemtigen), ist eine Schweizer Jodlerin und Sängerin.

## Leben
Klossner wuchs in ihrem Geburtsort Diemtigen auf und besuchte dort die Primarschule. Während ihrer Schulzeit nahm sie Jodel- und Ballettunterricht und erlernte das Spielen der Blockflöte, Schwyzerörgeli und Querflöte. Nach ihrem Lehrabschluss zog sie für acht Jahre nach Genf. Dazwischen war sie ein halbes Jahr in den Vereinigten Staaten, um die englische Sprache zu erlernen. Seit zehn Jahren spielt sie mit dem Schwyzerörgeli bei den Ländlerfreundinnen vom Genfersee. Von 2004 bis November 2011 dirigierte sie den Jodlerklub Alphüttli in Genf, der danach von Grégoire May dirigiert wurde. Unter ihrer Leitung verdoppelte sich die Anzahl der Mitglieder. 2006 schloss sie die Ausbildung zur eidg. dipl. Jodelkursleiterin ab. Von 2007 bis 2008 besuchte sie die Schule für darstellende Kunst in Luzern. 2009 gründete sie in Genf den Frauenjodelchor. Ab 2010 nahm sie für sechs Jahre klassischen Gesangsunterricht bei Catherine Jüstrich in Bern. Im Herbst 2010 schloss Barbara Klossner einen Dirigentenkurs im Bernisch-Kantonalen Jodlerverband (BKJV) ab. Sie entschloss sich 2008, ihre Arbeitsstelle aufzugeben, um ausschliesslich Musik zu machen. Klossner unterrichtet an der Musikschule Saanenland-Obersimmental (MSSO) in Saanen die Fächer Jodelgesang, Dirigieren und Bühnenpräsenz. Seit ihrem 15. Lebensjahr nahm sie während 17 Jahren gemeinsam mit ihrer Mutter und verschiedenen Jodelformationen und -clubs, auch als Dirigentin, jährlich an den kantonalen und eidgenössischen Jodelfesten teil. Auch 2008 nahm sie solo, im Duett mit ihrer Mutter Kathrin Klossner wie auch zusammen mit dem Jodlerklub Alphüttli beim 27. Eidgenössischen Jodlerfest teil und trat mit Erwin Josi und Ernst Feuz als Terzett unter dem Namen «Niesenblick» auf. Beim 45. Bernisch-Kantonalen Jodlerfest 2009 in Gstaad war sie Mitglied von einer der neun Jodlergruppen, die mit der Note 1 bewertet wurden. 2011 erschien unter ihrem bürgerlichen Namen das Album Alors, Allons-Y! Äbä Ä So!. Das Album wurde von Sämi Studer am 9. September 2011 im SRF vorgestellt.

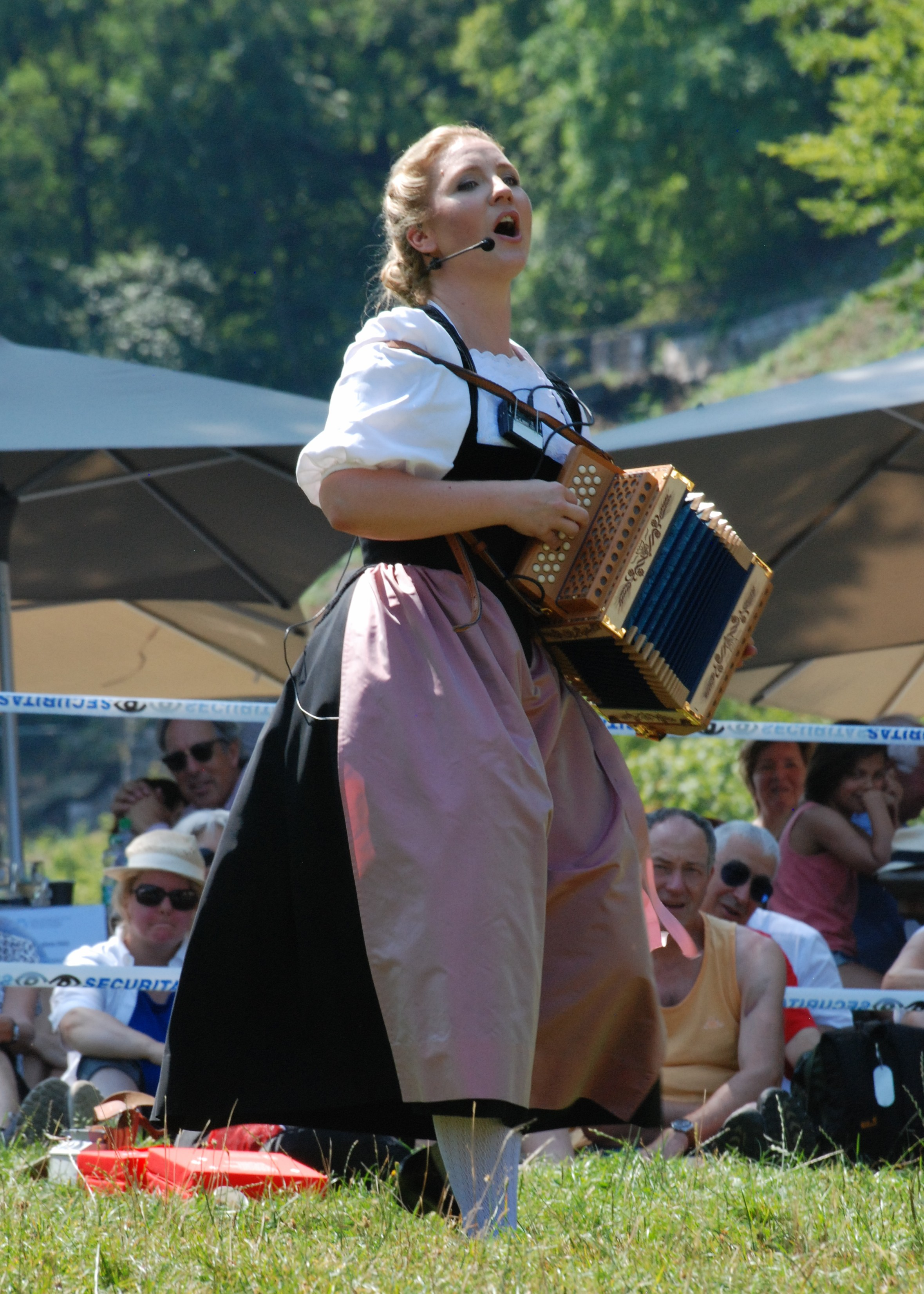
Barbara Klossner (2018)

Solo trat sie unter anderem am 8. Januar 2015 in Kurt Aeschbachers Sendung zum Thema «Heimatland» auf und wurde am 4. April 2017 in der SRF-Radiosendung Musik MW interviewt. Klossner sang auch, begleitet vom Schweizer Jugendchor (SJC), die von Marc A. Trauffer 2017 im Auftrag der Veranstalter geschriebene Hymne «Mir si Unspunne» für das Unspunnenfest in Interlaken. Pro Jahr hat sie etwa 100 Auftritte als Jodlerin, Schwyzerörgelispielerin, Moderatorin oder Unterhalterin, zweimal hintereinander, im 2017 und 2018, sang sie an der Bundesfeier auf dem Rütli.
International trat Klossner beispielsweise in Korea, China, Sibirien, Frankreich, Japan, Brasilien, den USA, Albanien, Litauen, Finnland, Deutschland, Thailand und Belgien auf. Zu sehen war sie auch beim Luzerner Fest.
Im Musical Stilli Zärtlichkeite ist sie Hauptdarstellerin und singt als «Engel» die erste Jodelstimme. Stilli Zärtlichkeite ist weltweit das einzige Musical, in dem ausschliesslich gejodelt wird. Es wird seit 2016 an verschiedenen Orten in der Schweiz aufgeführt. Ein Ausschnitt aus dem Musical wurde am 13. Mai 2017 in der SRF-Sendung «potz! Musig» gezeigt. Aufgrund des Erfolgs von Stilli Zärtlichkeite wird 2020 das Nachfolge-Musical uf immer und ewig aufgeführt werden. Darin spielt Barbara Klossner die Wirtin Verena Nietlisbach. Im Jahr 2021 wirkte sie in der Opéra de Lausanne und im Jahr 2022 an der Opéra de Marseille als Kathi im Weissen Rössel mit.
Im April 2018 erschien unter ihrem Künstlernamen Miss Helvetia das Album E Guete (berndeutsch für Guten Appetit). Die Premiere ihrer gleichnamigen Show fand am 23. Februar des Jahres im Gasthaus «Zum Bären» in Biglen statt. Die Neuauflage E Guete - Bon appétit (VÖ: 3. August 2018) erreichte Platz 1 der Schweizer Charts. Da rund 40 % ihrer Auftritte in der Westschweiz stattfinden, hat sie drei ihrer Songs in französischer Sprache herausgebracht.

## Diskografie
Alben
- 2011: Alors, Allons-Y! Äbä Ä So! (Phonoplay)
- 2018: E Guete
- 2018: E Guete – Bon appétit